# Ritratto di Don Juan de Austria
Don Juan de Austria è un dipinto a olio su tela (210x123 cm) realizzato tra il 1632 ed il 1633 dal pittore spagnolo Diego Velázquez.
È conservato nel Museo del Prado.
Il soggetto del quadro non è il Don Giovanni d'Austria figlio illegittimo di Carlo V, ma un buffone che ne porta le vesti, interpretandolo. Lo sguardo del buffone sottolinea come Velázquez tendesse a portare sulla tela non le grottesche deformazioni dei buffoni, bensì la loro interiorità, caratterizzando i suoi soggetti tramite alcuni accorgimenti riguardanti le espressioni, la posa o gli atteggiamenti.